# Метаксас, Анастасиос
Анастасиос Метаксас (греч. Αναστάσιος Μεταξάς; 27 февраля 1862, Афины  — 28 января 1937) — греческий архитектор и спортсмен-стрелок.

## I Олимпийские игры

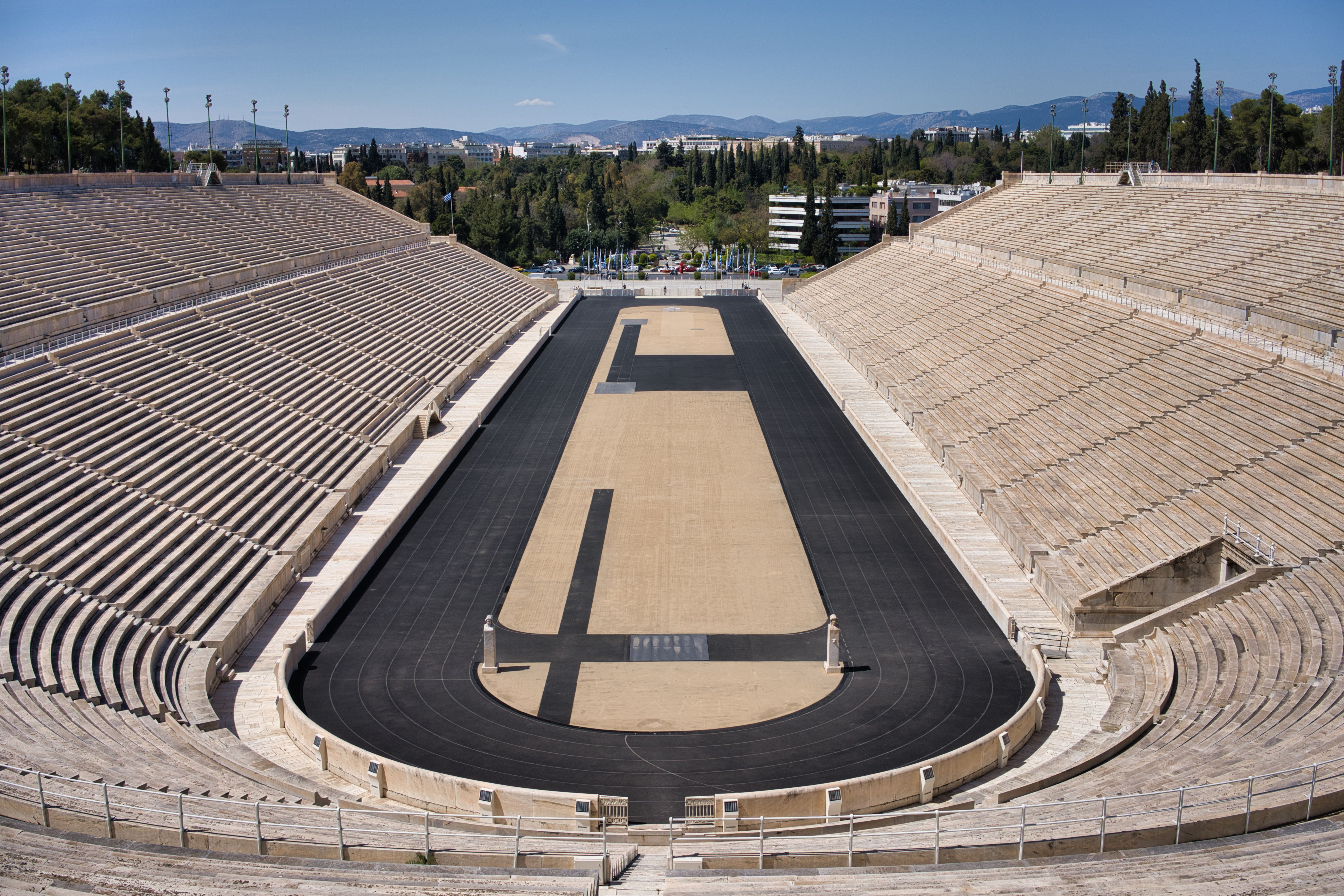
Стадион Панатинаикос, Афины

Метаксас более всего известен как архитектор которого Георгиос Аверофф выбрал для восстановления и покрытия мрамором древнего стадиона («Панатинаикос») в Афинах к первым Олимпийским играм современности.
Будучи стрелком и членом стрелкового клуба города Пирей, Метаксас также спроектировал и построил стрельбище в афинском районе Калитея, где прошли соревнования стрелков Первой Олимпиады 1896 года и Внеочередной Олимпиады 1906 года.
Метаксас не ограничился ролью архитектора в Первой Олимпиаде и принял в ней участие как стрелок, заняв четвёртые места в стрельбе из армейской винтовки с 200 метров и с 300 метров.

## Выступления на последующих Олимпийских играх
В 1906 году на Внеочередных Олимпийских играх Метаксас получил серебряную медаль в стрельбе-трап и принял участие ещё в 8 дисциплинах стрельбы, не завоевав, однако, других медалей. В 1908 году на очередной Олимпиаде в Лондоне ему удалось завоевать бронзовую медаль в стрельбе-трап, поразив 57 из 80 целей. Последнее его участие в Олимпиаде состоялось в Стокгольме в 1912 году, где он занял 6-е место.

## Архитектор
Среди работ Метаксаса можно перечислить:
- Проектирование и строительство восточного крыла Археологического музея (Национальный археологический музей (Афины)).
- Метаксас принял участие в проектировании и возглавил строительство Храма Св. Андрея в городе Патры. Метаксас начал строительство храма в 1908 году. После его смерти строительство продолжил Георгиос Номикос. Открытие храма состоялось в 1974 году. Это самый большой храм на территории Греции и второй по размерам храм византийского стиля на Балканах после кафедрального храма Св. Саввы в Белграде.
- Афинский музей Бенакиса поручил Метаксасу в 1911 году проектирование и строительство дополнительных залов. Для этого же музея Метаксас спроектировал и возглавил в 1930 году строительство нового крыла[4].
- Неоклассическое здание сегодняшнего президентского дворца[5]
- Неоклассическое здание посольства Франции
- Одной из характерных работ жилищного градостроительства Метаксаса является неоклассическое здание на углу улицы Лукиана и проспекта Королевы Софии. Здание было построено Метаксасом по заказу Елены Венизелу (второй супруги греческого политика Элефтериоса Венизелоса). После смерти Венизелоса, его вдова продала здание в 1936 году британскому посольству, которое сделало его резиденцией посла[6].